# لیشو
لیشو (به لاتین: Lixu) یک شهرک در جمهوری خلق چین است که در بخش دونگشیانگ واقع شده‌است. لیشو ۶۰ متر بالاتر از سطح دریا واقع شده‌است.